# David Livingstone
David Livingstone (født 19. marts 1813, død 1. maj 1873) var en skotsk læge, missionær og opdagelsesrejsende, der udforskede det sydlige Afrikas indre, som en af de første. Han rejste som den første europæer langs Zambezi-floden gennem landene, som vi nu kalder Angola, Zambia og Mozambique. 

## Barndom og opvækst
David Livingstone blev født i et lille arbejderhjem i Glasgow den 19. marts 1813. Forældre og fem børn måtte deles om et enkelt værelse på blot 4 x 3 meter. Her skulle de både leve, lave mad, spise og sove. Den slags hjem blev stillet til rådighed for arbejderne på det lokale bomuldsspinderi i begyndelsen af 1800-tallet. Her boede han, til han var 23 år. Den unge David var ikke meget hjemme. Tre ud af fire arbejdere på fabrikken var børn, som måtte arbejde seks dage om ugen. Davids arbejdsdag gik fra kl 8 om morgenen til kl 6 om aftenen. 
Sammen med andre børn klatrede han mellem maskinerne. Det var et varmt arbejde. David skulle sørge for, at spindemaskinerne blev forsynet med jævn og ubrudt tråd. Der var dage, hvor han gik og løb 32 km mellem de larmende maskiner.
Fabrikken drev en skole for børnene, men der var ikke mange, der orkede at gå dér. David var én af de få. Han læste hver aften mellem kl. 8 og 10 og hans lærer var forbløffet over hans store begærlighed efter viden. 
Som 27 årig blev han færdig med sin lægeuddannelse, som han havde taget på Glasgow universitet.

## Baggrund angående viden om Afrika i Europa
For kun 150 år siden kendte europæerne næsten intet til det indre Afrika. For dem var Afrika det mørke kontinent. Bortset fra den enorme kyst-linje var næsten intet blevet udforsket. De store floder: Nilen, Congofloden (Zaire) og Zambezi var vanskelige at besejle. Derfor var det svært at nå frem til det indre Afrika med båd. Så sent som i 1840 havde europæerne kun udforsket områder, som lå tæt ved kysterne.
I gammel tid mente man, at Afrika var Jordens store sydlige kontinent. Og den mægtige Nil måtte være nøglen til hele kontinentet. Man vidste ikke, hvor langt Afrika strakte sig mod syd. Man fortæller, at den romerske kejser Cæsar sejlede langt op ad Nilen sammen med Kleopatra, den egyptiske dronning. Det skete nogle år før begyndelsen af vores tids-regning.
Efter Cæsars død gik der mere end 1500 år, inden den første europæer så Afrikas sydlige spids. Det var portugiseren Bartolomeu Dias, der kom så langt i 1488. 
Det fortælles, at en farao sendte nogle fønikere ud på en rejse rundt om Afrika, og 2 år senere dukkede de op i Rødehavet. De fortalte, at de var stoppet to gange undervejs for at så korn, og at de havde oplevet solen stå i nord. Den sidste oplysning har fået mange til at tvivle på historien. Men hvis det er rigtigt, måtte de have set solen stå i nord, syd for ækvator.
Næsten 400 år senere døde Livingstone i 1873, mens han var på jagt efter Nilens kilder i det centrale Afrika.
Da Livingstone begyndte sine rejser i 1840'erne, herskede araberne over Nordafrika og store dele af østkysten. Omkring 1840 rejste en ny bølge af europæere til Afrika. De nye indvandrere kom ikke for at fortsætte boernes og slavehandlernes grusomheder. De var lærere, missionærer og læger. En af dem var Livingstone, der ankom i 1841.

## Livingstones ankomst til Afrika
Skibsrejsen fra England til Cape Town i Sydafrika tog tre måneder. Her gik Livingstone i land i marts 1841. Rejsen over land til Kuruman tog to måneder. Han var dybt skuffet over Kuruman. Missionsstationen var grundlagt af Robert Moffat, som havde fortalt om 'røgen fra 1000 landsbyer', hvor der endnu aldrig havde været missionærer. Livingstone havde derfor ventet, at stationen var travlt optaget med at kristne afrikanere. Nu så han, at Kuruman ikke var meget mere end en stor landsby. Efter 20 års arbejde havde man kun kristnet cirka 30 afrikanere, og der var ingen landsbyer i nærheden.
Livingstone drog ud på tre rejser fra Kuruman. Den første gik mod nordøst og fandt sted mellem september og december 1841. Allerede i juni 1843 havde han rejst ca. 850 km dybere ind i Afrikas indre. Hans mål var at starte en ny missionsstation. Den skulle ligge i Mabotsa.
Roger Edwards var leder af stationen i Kuruman, mens Moffat var i England. Sammen med Edwards drog Livingstone ud i august 1843 for at starte den nye mission. Tre måneder senere vendte han tilbage til Kuruman for at møde Moffat. Denne var vendt tilbage sammen med sin kone og to døtre, Ann og Mary. Livingstone boede hos dem i julen 1843. Ved det næste besøg i Kuruman friede han til Mary Moffat. Han var begyndt at føle sig ensom i arbejdet i missionens grænseland.

## Nær ædt af en løve
Efter at han var vendt tilbage til Mabotsa, var han nær omkommet i 1844. En løve havde angrebet landsbyens får, og Livingstone gik ud for at skyde den. Løven blev kun såret, og den gik til angreb, inden han kunne nå at lade igen. Han blev væltet omkuld, og løven bed sig fast i hans venstre overarm. Den rystede ham, som når en terrier ryster en rotte. Han blev alene reddet af Meblawe, en kristnet afrikaner. Han var fulgt med Livingstone fra Kuruman for at undervise de indfødte. Meblawe og en anden afrikaner tirrede løven, så den angreb dem i stedet. De blev begge alvorligt såret, før løven faldt om, dræbt af Livingstones skud.
Livingstone måtte selv behandle sine sår og tage sig af den ødelagte overarm. Såret gav ham mange smerter, før det begyndte at hele.
Han vendte tilbage til Kuruman for at komme sig. I maj 1844 blev han forlovet med Mary Moffat. David og Mary Livingstone blev gift d. 9. januar 1845 i Kuruman. Familien måtte ofte flytte, da Livingstone ønskede, at Mary skulle med på hans rejser. Hvert nyt sted skulle hun oprette en skole for afrikanernes børn. Samtidig fødte hun fem børn på blot seks år.

## Opdagelsesrejserne
Livingstone var ofte uenig med Roger Edwards. Derfor besluttede han at drage videre, og det blev begyndelsen til hans mange rejser. Hans første rejse gik til Chonwane i 1846. Landsbyen lå 65 km nord for Mabotsa. Da familien havde været i Chonwane i 18 måneder, løb alle kilder tør for vand. Den lokale høvding, Sechele, førte sit folk til et nyt område ved Kolobeng, der lå 65 km mod nordvest. Livingstone flyttede med.
Gennem hele sin tid som missionær omvendte Livingstone kun ét menneske til kristendommen. I oktober 1848 døbte han høvding Sechele. Glæden varede dog ikke længe, for omvendelsen varede ikke seks måneder. Sechele nægtede at opgive skikken med flere koner. Derfor drog Livingstone ud på to rejser mod nord gennem Kalahari-ørkenen i 1849 og 1850. Hans erfaringer fra disse rejser fik ham til at opgive livet som missionær. Nu blev han opdagelsesrejsende.
Hans mål var at nå frem til den mystiske sø, Ngami. Afrikanerne sagde, at den lå nord for Kalahari. Den første rejse varede fra juni til oktober 1849.
På den anden rejse var hele familien med. Dette var ikke uden fare for Mary, som ventede deres fjerde barn. De nåede frem til Ngamisøen og tilbage til Kolobeng igen, inden den lille pige blev født. Men hun døde kun seks uger gammel.
På trods af den lille piges død tog Livingstone og familien med på den næste rejse gennem Kalahari (april til september 1851). Også denne gang var Oswell med. Med afrikanske førere gik rejsen gennem mange hundrede kilometer land uden vand. Deres mål var landet med de mange floder, som skulle ligge nord for Zougafloden.
Nu red Livingstone og Oswell mod nord for at søge efter en stor flod, som Sebetwane havde fortalt om. De rejste i zig-zag for at dække en større del af området. Den 4. august 1851 nåede de frem til Zambeziflodens øvre løb. Livingstone døbte floden Shesheke. Det var navnet på den nærmeste Makololo-landsby. Imens blev Mary og børnene tilbage i lejren ved flodbredden. 
Livingstone var ikke klar over, at hans kone og børn var sejlet til England fra Cape Town i 1852, og der gik 5 år, inden han så dem igen. Men da var han blevet Storbritanniens mest berømte opdagelsesrejsende.
Mellem november 1853 og maj 1856 gennemførte Livingstone en af historiens mest fantastiske rejser. Det var formentlig første gang i hele verden, at et menneske havde rejst gennem Afrika fra kyst til kyst, i hvert fald det første historisk overleverede tilfælde. Rejsen gik over næsten 6.500 km. Den førte ham gennem landene, som vi nu kalder Angola, Zambia og Mozambique. I al den tid var Livingstone alene bortset fra de afrikanske bærere. Rejsen krævede stort mod, men han blev holdt oppe af sin tro på, at han arbejdede for Gud.